# نظرية الافتراضات المحطمة
ترى نظرية الافتراضات المحطمة في علم النفس الاجتماعي، أن المرور بأحداث صادمة، يمكنه أن يغير من كيفية رؤية الضحايا والناجين إلى أنفسهم وإلى العالم. تدور النظرية على وجه التحديد -التي طورتها روني جانوف بولمان في عام 1992- بتأثير الأحداث السلبية حول ثلاثة افتراضات متأصلة هي: الخير العام للعالم وتشبّع العالم بالمعنى وقيمة أو تقدير الذات. وتعد تلك المعتقدات الأساسية بمثابة حجر الأساس لمنظومتنا المفاهيمية، والافتراضات التي نكون على أقل دراية بها وأقل احتمالية لتحدّيها. إنها تؤسس لعالمنا المسلّم به، إذ يُعرفه سي إم باركس بأنه مجموعة من الافتراضات المعتنقة بقوة، حول العالم والذات، التي يُحافَظ عليها بثقة وتُستخدم بوصفها وسائل للإدراك والتخطيط والسلوك. تحطم الأحداث الصادمة في الحياة، وفقًا لجانوف بولمان، تلك الافتراضات الأساسية، وتتضمن المواجهة إعادة بناء عالم مسلم به قابل للحياة.

## خلفية
طورت روني جانوف بولمان نظرية الافتراضات المحطمة، وقدمت تفاصيلها في عام 1992 في كتابها (الافتراضات المحطمة: نحو سيكولوجية جديدة للصدمة). جانوف بولمان هي أستاذة فخرية في علم النفس بجامعة ماساتشوستس في أمهرست. ركزت في بحثها المبكر على الصدمة وإيذاء الضحايا. ركز أحدث أعمالها على الأخلاقية وارتباطها بالسياسة على وجه خاص. وتُبحَث النظرية منذ ذلك الحين بشكل واسع، وترتبط من وقتها مع نظريات سايكولوجية أخرى، مثل نظرية السيطرة على الخوف الشديد.

## نظرية الافتراضات المحطمة

### الافتراضات الأساسية
يتبنى الناس بشكل عام، وفقًا لجانوف بولمان، ثلاثة افتراضات أساسية بشأن العالم، وهي افتراضات بُنيت وتأكدت على مدار سنين من الخبرة: العالم خيّر، والعالم مشبع بالمعنى، وأنا ذو قيمة وجدارة. تساعد تلك الافتراضات الضمنية باعتبارها أساسًا لرفاهيتنا وإرشادنا في خوض الحياة اليومية. تعطي لنا تلك الافتراضات معًا، شعورًا بالمناعة النسبية (أو شعورًا بالأمان)، والذي يجعلنا قادرين على الاستيقاظ كل صباح ومواجهة اليوم. وهكذا تشير جانوف بولمان في كتابها، إلى أن أغلب الردود المشتركة التي سمعتها خلال قيامها بالبحث مع مجموعات مختلفة تمامًا من الضحايا، كانت: لم أكن أتصور أبدًا أن ذلك قد يحدث لي. ويوسع كل من بروين وهولمز تلك القائمة إلى خمسة افتراضات أساسية، إذ يضيفا قابلية التنبؤ بأحداث العالم، وافتراض المناعة (أو الشعور بالأمان). ويظهر الاعتقاد في إمكانية التنبؤ في افتراض تشبع العالم بالمعنى الذي قدمته جانوف بولمان (انظر أدناه)، وتمنح الافتراضات الثلاثة الأساسية التي اقترحتها تلك المناعة. ومن ثمّ يوجد اتساق بين الرؤيتين.

### العالم مُشبع بالمعنى
لا يناقش الافتراض الثاني الأساسي سبب وقوع الأحداث في عالمنا فقط، ولكن يناقش أيضًا سبب حدوثها لشخص معين. العالم المشبع بالمعنى هو العالم المعقول –إنه العالم الذي يمكننا أن نرى فيه إمكانية للربط بين الشخص وبين محصلة أو نتائج أعماله. وبمعنى آخر، فإن النتائج أو المحصلة تكون معقولة وذات معنى، سواء كانت سلبية أم إيجابية، عندما تتطابق مع سلوك الفرد أو شخصيته؛ ويُعد مثل هذا العالم قابلًا للتنبؤ وما يحدث لنا ليس أمرًا عشوائيًا. عندما يقع حدث غير منصف أو عادل لشخص لا يستحق ذلك، فيُنظر إلى ذلك الحدث باعتباره أمرًا خطأ أو غير عادل. ويُفترض على الجانب الآخر أن الشخص الطيب يواجه أحداثًا إيجابية، وأن الشخص الذي يهتم بالالتزام بالسلوكيات الصحيحة يستطيع تجنب النتائج السلبية مثل المرض الخطير أو الحوادث المؤدية للضعف. ويواجه الأشخاص السيئون والمهملون كما هو متوقع، أحداثًا سلبية. وعندما يموت شخص ما في سن صغير بسبب المرض، ويكون طيبًا أو خيّرًا في نظر محبيه، فإن الأمر يبدو غير منصف، وتحديدًا بالنسبة لأحبة الفقيد. وبالتالي يمكن للموت المبكر لشخص ما يستحق أشياء طيبة وخيرة، أن يُحطم الافتراض الخاص بتشبع العالم بالمعنى أو معقوليته.